# Curubis tetrica
Curubis tetrica är en spindelart som beskrevs av Simon 1902. Curubis tetrica ingår i släktet Curubis och familjen hoppspindlar. Inga underarter finns listade i Catalogue of Life.